# The Delinquents
The Delinquents é um filme estadunidense de 1957 escrito, dirigido e produzido por Robert Altman em seu filme de longa-metragem de estréia, que usou como locação Kansas City, Missouri, sua cidade natal. Filmado no verão de 1956, o orçamento foi de apenas 63.000 dólares.

## Elenco
- Tom Laughlin...Scotty White
- Peter Miller...Cholly
- Richard Bakalyan...Eddy
- Rosemary Howard...Janice Wilson
- Helen Hawley...Florence White
- Leonard Belove...Charles White
- Lotus Corelli...Senhora Wilson
- James Lantz...Senhor Wilson
- Christine Altman...Sissy White

## Sinopse
No subúrbio de Kansas City, o rapaz de 18 anos de idade Scotty White namora com a moça de 16 anos de idade Janice Wilson. Os pais dela resolvem interromper o namoro pois acham que Janice é ainda muito jovem para namorar sério e que a moça deveria conhecer outros rapazes. Frustrado, Scotty vai sozinho a um drive-in e acaba sendo envolvido em uma rixa entre turmas de jovens arruaceiros. Ele acha que escapou de ser espancado graças à intervenção de Cholly, líder de uma das turmas, e acaba contando a ele sobre o problema com a sua namorada. Cholly se oferece amigavelmente para ajudá-lo a continuar se encontrando a garota e com isso dá início a uma série de problemas para o jovem casal, envolvendo-os em roubos, agressões, consumo de bebidas e confrontos com a polícia. 

## Bastidores
Elmer Rhoden Jr. exibia filmes em Kansas City e era presidente da proeminente cadeia de cinemas Commonwealth  que atuava em Missouri, Kansas, Arkansas, Iowa, Oklahoma e Dacota do Sul. Rhoden queria produzir filmes e percebeu que, apesar da concorrência da televisão, os adolescentes continuavam a frequentar os cinemas e desejava investir nesse segmento de mercado, segundo o exemplo da American International Pictures que conseguira boas bilheterias com os filmes Shake, Rattle & Rock! e Hot Rod Girl, exemplares dos chamados filmes exploitation. Os filmes apreciados pelos adolescentes norte-americanos da década de 1950 geralmente abordavam delinquência juvenil, rock and roll, horror, ficção científica e carros antigos com motores potentes (os "hot rods"). Rhoden Jr. foi um dos primeiros exibidores independentes a perceber essa nova tendência do público e estava determinado a expandir seus negócios nessa direção.
Impedidos por "cláusula" da chamada “Instrução Paramount” de 1953, os grandes estúdios norte-americanos não podiam possuir suas próprias redes de cinema pois isso era considerado truste. Mas o circuito Commonwealth e outras pequenas companhias regionais, por não terem se estabelecido antes como produtores de filmes, não foram alcançados por aquela regra antitruste. Isso permitiu que cineastas regionais iniciassem a produção de filmes de pequeno orçamento. Rhoden queria aproveitar essa oportunidade para aumentar os lucros da cadeia Commonwealth. Assim, na primavera de 1956, ele arrecadou 63.000 dólares com a ajuda de outros empresários de Kansas City e concebeu seu primeiro filme, que deveria abordar adolescentes problemáticos, escolhendo o título mas nada mais. Foi contratado o cineasta local Robert Altman (que casualmente conhecera Rhoden Jr. ao dirigir filmes industriais e documentários para a Calvin Company) para escrever e ser o diretor do filme.
Utilizando-se de influências recebidas de Blackboard Jungle, The Wild One e Rebel Without a Cause como pontos de partida, Altman teria escrito o roteiro de The Delinquents em cinco ou sete dias.

## Produção
Rhoden aprovou o roteiro e deixou Altman tomar a frente e seguir com a produção, escolhendo o elenco e as locações . Altman procurou muitos atores de Kansas City que tinham trabalhado em teatro ou nos filmes industriais, tais como James Lantz, Leonard Belove e Kermit Echols, além de sua então esposa Lotus Corelli e a filha deles de oito anos, Christine. No entanto, objetivando dar ao filme um "estilo Hollywood", Altman e Rhoden viajaram para a Califórnia e definiram ali quem seriam os atores protagonistas. Foram contratados Peter Miller de Blackboard Jungle e Richard Bakalyan, para os papeis de Cholly e Eddy. Tom Laughlin estreou em seu primeiro papel, o de Scotty. Também foram trazidos da Califórnia o sonoplasta Bob Post e o operador de câmera Harry Birch.
Altman trouxe outros amigos da Calvin e familiares para a produção: Reza Badiyi foi diretor assistente, Charles Paddock foi o diretor de fotografia, a irmã Joan foi a gerente de produção, o cunhado Chet Allen foi o diretor artístico. Como cenários em Kansas City foram escolhidos o Loose Park, bem como a boate Jewel Box, a qual era frequentador, além de pontos favoritos dos adolescentes locais como o Drive-In Crest (de propriedade de Rhoden) e o Allen. Por intermédio do membro do elenco George Kuhn, nativo da cidade, Altman assegurou o uso temporário de duas casas que serviram como as moradias dos personagens Scotty e Janice. Os pais de Kuhn aparecerem como vizinhos deles.
As filmagens duraram três semanas, durante o verão de 1956. Apesar de Rhoden ter sido creditado como o produtor, Altman foi quem realizou a maior parte desse trabalho. Anos depois o diretor diria (em versão livre): “Eu escrevi a coisa em cinco dias, elenco, locações, dirigi o caminhão gerador, reuni o povo, não ganhei dinheiro, e nós apenas fizemos isso, é tudo”. Altman teve a cooperação dos comerciantes locais bem como da Policia de Kansas City. Altman e Rhoden na verdade tinham procurado os policiais para saberem sobre os perfis dos delinquentes e darem algum realismo aos personagens e receberam ajuda para bloquearem as ruas e usarem a delegacia para algumas cenas. Policiais reais apareceram no filme como atores.
O ator Tom Laughlin e Altman divergiram na forma de atuação. Para o diretor, Laughlin era “uma inacreditável dor na bunda”, contrariado por não ter se tornado padre, “com um grande vício católico e um complexo de  James Dean”. Em um incidente em particular entre eles, Altman estava pronto para filmar a cena em que o personagem de Laughlin estava exausto fisicamente, e o ator, desculpando-se por ainda não estar no "clima", insistia em correr em volta do quarteirão por várias voltas, deixando o resto do elenco e equipe à espera. Laughlin tentava "repetir tudo que ouvira sobre o que fazia James Dean” mas quando seu método de atuação causou irritação, ameaçou abandonar o filme. Altman então redigiu um termo de compromisso na qual descrevia exatamente o queria de Laughlin em cada cena. De acordo com o diretor, a segunda metade das filmagens foi feita pelo ator "sob protesto". 
O estilo experimental de dirigir de Altman ainda estava se desenvolvendo, mas algumas das suas características já poderiam ser observadas conforme os comentários de uma das atrizes jovens do elenco, SuEllen Fried: “Ele alugou uma velha casa em Walworth Boulevard e nos falou para fazermos de conta que estivéssemos na festa mais louca de nossas vidas, enquanto ele movia a câmera de sala em sala e filmava tudo que acontecia. Nós não sabíamos para onde a câmera iria. Nós estavamos apenas em uma festa selvagem”.
Finalmente, The Delinquents chamou atenção pela sua "excelência técnica" e qualidade da fotografia em preto e branco. Charles Paddock disse que antes de começar as filmagens, Altman lhe dissera para assistir The Asphalt Jungle e imitar aquele estilo da iluminação.
As filmagens foram completadas em agosto de 1956. Em seu contrato com Rhoden, havia uma clásula que estipulava a Altman que a pós-produção e edição deveriam seguir as condições profissionais de Hollywood. No fim de agosto, Altman e Reza Badiyi viajaram de carro através do país para editarem o filme na Califórnia, por Helene Turner. Fred Brown contribuiu com efeitos sonoros. A distribuição foi da United Artists que pagou 150.000 dólares, pois queria um filme de adolescentes que competisse com os dos outros estúdios. A distribuidora alterou o final e adicionou uma narração moralista de um locutor do estúdio no início e final. Altman não sabia disso até ver uma exibição preliminar do filme e não ficou impressionado.
The Delinquents recebeu uma estréia em "noite de gala" em Kansas City, em fevereiro de 1957.A exibição foi antecedida por música ao vivo, torneio de dança e um desfile de carros Corvettes que transportavam os moradores que trabalharam no filme. Tudo teve a cobertura ao vivo da rádio. A United Artists fez a distribuição mundial no mês seguinte e conseguiu arrecadar 1 milhão de dólares. Alfred Hitchcock assistiu e aparentemente ficou impressionado com Altman o suficiente para chamá-lo para dirigir episódios de Alfred Hitchcock Presents, que garantiria para o diretor uma carreira na televisão até a década seguinte.
Rhoden produziu outro filme em Kansas City (The Cool and the Crazy) e apareceu em reportagem da revista Time como um de uma nova onda de produtores. Ele então produziria o filme sobre delinquência juvenil de Hollywood, Daddy-O, mas sua nova carreira teve curta duração. Era um homem de muito peso e acabou morrendo de ataque cardíaco em 1959.